# A Harpa da Birmânia
Biruma no tategoto (bra/prt: A Harpa da Birmânia) é um filme japonês de 1956, do gênero drama bélico, dirigido por Kon Ichikawa com roteiro de Natto Wada baseado no romance Biruma no tategoto, de Michio Takeyama. 
Rebatizado em inglês como Harp of Burma, foi indicado ao Oscar de melhor filme estrangeiro na edição de 1956, representando o Japão.

## Elenco
- Rentarō Mikuni - Inouye
- Shoji Yasui - Mizushima
- Jun Hamamura - Ito
- Taketoshi Naito - Kobayashi
- Kō Nishimura - Akira Nishimura